# Christopher Benstead
Christopher Benstead es un compositor de cine británico, arreglista y mezclador de regrabaciones ganador de un Premio Óscar. 

## Carrera
Ha trabajado en varios proyectos con el director Guy Ritchie, incluida la composición de la banda sonora de The Gentlemen, protagonizada por Matthew McConaughey y Michelle Dockery, y el thriller de acción Wrath of Man. También arregló y compuso música adicional para Aladdin de Guy Ritchie junto con el legendario compositor Alan Menken y produjo y arregló las canciones de la película, trabajando con Will Smith para crear versiones reimaginadas de las canciones originales.
Chris compuso música adicional para La bella y la bestia en estrecha colaboración con Alan Menken y el director Bill Condon.
Chris es un multiinstrumentista versátil y obtuvo honores de primera clase en música y grabación de sonido de la Universidad de Surrey. También fue nombrado Alumno del año por su logro innovador en la mezcla de música en 'Gravity'.

## Premios
Chris recibió premios Óscar y BAFTA por su trabajo como mezclador de regrabaciones en la película Gravity de Alfonso Cuarón de 2013, protagonizada por Sandra Bullock y George Clooney. El conjunto de habilidades único de Chris le permitió mezclar y esculpir la música de una manera extremadamente inmersiva, superando los límites del sonido envolvente y explotando el nuevo estándar 'Dolby Atmos'.

## Premios y distinciones
Premios Óscar
| Año  | Categoría    | Película | Resultado |
| ---- | ------------ | -------- | --------- |
| 2014 | Mejor sonido | Gravity  | Ganador   |